# صموئيل ناثان بلاتشفورد
صموئيل ناثان بلاتشفورد (بالإنجليزية: Samuel Nathan Blatchford)‏ هو طيار أمريكي، ولد في 1925 في لوتون في الولايات المتحدة، وتوفي في 2005.